# Amplovalvata
Amplovalvata is een geslacht van uitgestorven weekdieren uit de  familie van de Valvatidae.

## Soorten
- Amplovalvata antiqua Pan, 1980 †
- Amplovalvata cyclostoma Yen, 1952 †
- Amplovalvata deformis Pan, 1980 †
- Amplovalvata magna Pan, 1980 †
- Amplovalvata scabrida (Meek & Hayden, 1865) †
- Amplovalvata valareslebensis Huckriede, 1967 †